# Antoni Vela i Vivó
Antoni Vela i Vivó   (Maó, 20 de març de 1872 - Barcelona, 20 de gener de 1950) va ser un remer menorquí que va competir a cavall del segle xix i el segle xx. Membre del Reial Club de Regates de Barcelona, el 1900 va prendre part en els Jocs Olímpics de París, on disputà dues proves del programa de rem: la de scull individual i la del quatre amb timoner, quedant eliminat en ambdós casos en sèries.